# .sk
.sk — национальный домен верхнего уровня для Словакии.
Домен .sk был делегирован Словакии в 1993 году. Наряду с доменом .cz (Чехия) он пришёл на смену общему чехословацкому домену .cs, удалённому в конце 1994 года.
Регистрантами домена могут быть физические лица и организации, являющиеся резидентами Словакии. Все доменные споры решаются в судебном порядке исключительно в судах самой Словакии.